# Tortibulum
Tortibulum (łac. Dioecesis Tortibulanus) – stolica historycznej diecezji w Italii, erygowanej w roku 1015, a włączonej w roku 1425 w skład diecezji Lucera.
Współczesne miasto Biccari w prowincji Foggia we Włoszech. Obecnie katolickie biskupstwo tytularne ustanowione w 1968 przez papieża Pawła VI.

## Biskupi tytularni
| Lp. | Biskup              | Funkcja                                                   | Od              | Do                |
| --- | ------------------- | --------------------------------------------------------- | --------------- | ----------------- |
| 1   | Abraham Than        | biskup pomocniczy Kengtung (Birma)                        | 19 grudnia 1968 | 19 września 1972  |
| 2   | Sergio Adolfo Govi  | biskup koadiutor Bossangoa (Republika Środkowoafrykańska) | 5 czerwca 1975  | 22 kwietnia 1978  |
| 3   | Agostino Vallini    | biskup pomocniczy Neapolu (Włochy)                        | 23 marca 1989   | 13 listopada 1999 |
| 4   | Joseph Vũ Duy Thống | biskup pomocniczy Ho Chi Minh (Wietnam)                   | 14 lipca 2001   | 25 lipca 2009     |
| 5   | Gennaro Acampa      | biskup pomocniczy Neapolu (Włochy)                        | 28 czerwca 2014 |                   |